# Saint-Lumine-de-Coutais
Saint-Lumine-de-Coutais là một xã thuộc tỉnh Loire-Atlantique, trong vùng Pays de la Loire ở phía tây nước Pháp. Xã này nằm ở khu vực có độ cao trung bình 22 mét trên mực nước biển. Theo điều tra dân số năm 2004 của INSEE, xã có dân số 1689 người.